# Halenia hypercoides
Halenia hypercoides là một loài thực vật có hoa trong họ Long đởm. Loài này được (Kunth) Griseb. mô tả khoa học đầu tiên năm 1839.